# Erschmatt
Erschmatt foi uma comuna da Suíça, no Cantão Valais, com cerca de 312 habitantes. Estendia-se por uma área de 11,2 km², de densidade populacional de 28 hab/km². Confinava com as seguintes comunas: Bratsch, Ferden, Gampel, Guttet-Feschel, Leuk. 
A língua oficial nesta comuna era o Alemão.

## História
Em 1 de janeiro de 2013, passou a formar parte da comuna de Loèche.